# Irina Lobacheva
Irina Viktorovna Lobacheva (em russo:  Ирина Викторовна Лобачёва; Ivanteyevka, RSFS da Rússia, 18 de fevereiro de 1973) é uma ex-patinadora artística russa, que competiu em provas na dança no gelo. Ela conquistou uma medalha de prata olímpica em 2002 ao lado de Ilia Averbukh, e três medalhas em campeonatos mundiais.

## Principais resultados

### Com Ilia Averbukh
| Resultados                                                             | Resultados       | Resultados        | Resultados        | Resultados       | Resultados        | Resultados        | Resultados       | Resultados        | Resultados        | Resultados       | Resultados    | Resultados    |
| Internacional                                                          | Internacional    | Internacional     | Internacional     | Internacional    | Internacional     | Internacional     | Internacional    | Internacional     | Internacional     | Internacional    | Internacional | Internacional |
| Evento/Temporada                                                       | 1993– 1994       | 1994– 1995        | 1995– 1996        | 1996– 1997       | 1997– 1998        | 1998– 1999        | 1999– 2000       | 2000– 2001        | 2001– 2002        | 2002– 2003       |               |               |
| ---------------------------------------------------------------------- | ---------------- | ----------------- | ----------------- | ---------------- | ----------------- | ----------------- | ---------------- | ----------------- | ----------------- | ---------------- | ------------- | ------------- |
| Jogos Olímpicos                                                        |                  |                   |                   |                  | 5.ª               |                   |                  |                   | Medalha de prata  |                  |               |               |
| Campeonato Mundial                                                     | 13.ª             | 15.ª              | 6.ª               | 7.ª              | 4.ª               | 4.ª               | 4.ª              | Medalha de bronze | Medalha de ouro   | Medalha de prata |               |               |
| Campeonato Europeu                                                     |                  | 9.ª               | 5.ª               | 5.ª              | 4.ª               | Medalha de bronze | 4.ª              | Medalha de bronze | Medalha de bronze | Medalha de ouro  |               |               |
| GP Grand Prix Final                                                    |                  |                   |                   | 5.ª              | 4.ª               | Medalha de bronze | 4.ª              | Medalha de prata  |                   | Medalha de ouro  |               |               |
| GP Cup of Russia                                                       |                  |                   |                   | Medalha de prata | Medalha de prata  | Medalha de prata  |                  | Medalha de prata  |                   | Medalha de ouro  |               |               |
| GP Nations Cup                                                         |                  |                   | Medalha de bronze | 4.ª              |                   |                   |                  |                   |                   |                  |               |               |
| GP NHK Trophy                                                          |                  | 8.ª               |                   |                  |                   | Medalha de prata  | Medalha de prata |                   |                   | Medalha de ouro  |               |               |
| GP Skate America                                                       |                  |                   | Medalha de prata  | Medalha de prata |                   | Medalha de prata  | Medalha de prata |                   |                   |                  |               |               |
| GP Skate Canada International                                          |                  |                   | 4.ª               |                  | Medalha de bronze |                   |                  |                   |                   |                  |               |               |
| GP Trophée Lalique                                                     | Medalha de ouro  |                   |                   |                  |                   |                   |                  | Medalha de prata  |                   |                  |               |               |
| Jogos da Boa Vontade                                                   |                  | Medalha de prata  |                   |                  |                   | Medalha de prata  |                  |                   |                   |                  |               |               |
| Nacional                                                               |                  |                   |                   |                  |                   |                   |                  |                   |                   |                  |               |               |
| Campeonato Russo                                                       | Medalha de prata | Medalha de bronze | Medalha de bronze | Medalha de ouro  | Medalha de prata  | Medalha de prata  | Medalha de ouro  | Medalha de ouro   | Medalha de ouro   |                  |               |               |
|                                                                        |                  |                   |                   |                  |                   |                   |                  |                   |                   |                  |               |               |
| Legenda: GP = Grand Prix; Competição não foi disputada nesta temporada |                  |                   |                   |                  |                   |                   |                  |                   |                   |                  |               |               |

### Com Alexei Pospelov
| Nebelhorn Trophy | Medalha de ouro |